# Пуантис, Жан-Бернар де
Жан-Берна́р Луи де Сен-Жан, барон де Пуанти́с (фр. Jean-Bernard Louis de Saint-Jean, baron de Pointis; 7 октября 1645, Вувре — 24 апреля 1707, Мориньи-Шампиньи) — французский морской офицер и корсар; начальник и генеральный комиссар артиллерии под начальством Дюкена.

## Военные заслуги
Он отличился при осаде Триполи (1681) и при бомбардировке Алжира в 1682—1686 гг.
Он командовал судном во время столкновения с английским и голландским флотом близ острова Уайта, в 1690 году.
В 1697 году ему была поручена экспедиция против Картахены, в Антильском море; где он был ранен, но сумел взять город.
Во время войны за испанское наследство руководил нападением на Гибралтар.

## Издания
- «Relation de l’expédition de Carthagène» (Амстердам, 1698).